# BMW WR 750
De BMW WR 750 is een motorfiets van het merk BMW.
De WR 750 is een 750cc recordmachine waarmee fabrieksrijder Ernst Henne in september 1929 het eerste snelheidsrecord voor BMW behaalde: op de mijl met vliegende start haalde hij 216,75 km/h.
De machine was gebaseerd op de R63 en verschilde uiterlijk (qua frame en wielophanging) zelfs nauwelijks van de R 32 uit 1923, maar leverde dankzij een compressor 45 pk. Dit was bijna een verdubbeling van het vermogen van de R 63. Uiteraard waren zo veel mogelijk lichte materialen gebruikt, de plaats van de accu werd ingenomen door de compressor en de cilinderkoppen en kleppendeksels waren van extra koelribben voorzien.

## Technische gegevens
| Periode         | 1928                                   | 1928                                   | 1928                                   |
| Categorie       | recordmachine                          | recordmachine                          | recordmachine                          |
| Motortype       | kopklepmotor met compressor            | kopklepmotor met compressor            | kopklepmotor met compressor            |
| Bouwwijze       | langsgeplaatste tweecilinderboxermotor | langsgeplaatste tweecilinderboxermotor | langsgeplaatste tweecilinderboxermotor |
| boring          | 78 mm                                  | 78 mm                                  | 78 mm                                  |
| slag            | 78 mm                                  | 78 mm                                  | 78 mm                                  |
| Cilinderinhoud  | 745 cc                                 | 745 cc                                 | 745 cc                                 |
| Max. Vermogen   | 33 kW/45 pk                            |                                        |                                        |
| Topsnelheid     | 216,75 km/h                            | 216,75 km/h                            | 216,75 km/h                            |
| Aandrijving     | as                                     | as                                     | as                                     |
| Rijwielgedeelte | dubbel wiegframe                       | dubbel wiegframe                       | dubbel wiegframe                       |